# Stefan Karlsson

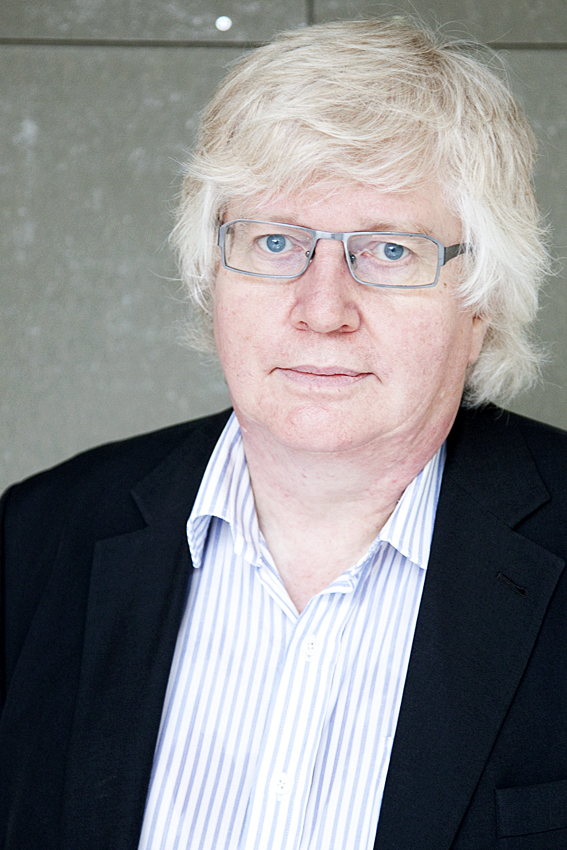

Stefan Karlsson (Islandia, 31 de mayo de 1950) es catedrático de Medicina Molecular y Terapia Génica en el Centro de Células Madre de Lund, en el Departamento de Medicina de Laboratorio de la Universidad de Lund (Suecia). Está reconocido por sus importantes contribuciones en los campos de la terapia génica y la biología de las células madre hematopoyéticas, y en 2009 recibió el Premio Tobías de la Real Academia Sueca de las Ciencias.

## Carrera profesional
El campo de investigación de Karlsson es la regulación de las células madre hematopoyéticas y el desarrollo de protocolos de expansión de células madre y terapia génica. Realizó estudios postdoctorales con el profesor Arthur W. Nienhuis (1983-1986) en el Instituto Nacional del Corazón, los Pulmones y la Sangre (NHLBI) de los Institutos Nacionales de la Salud (NIH), Bethesda Maryland, donde recibió el Premio Fogarty a la Colaboración Internacional en Investigación. Entre 1988 y 1996 fue Jefe de la Sección de Genética Molecular y Médica de la División de Neurología del Desarrollo y Metabólica (DMNB) del Instituto Nacional de Trastornos Neurológicos y Accidentes Cerebrovasculares (NINDS) de los NIH. En 1995 fue contratado como profesor titular en la Universidad de Lund (Suecia), donde fundó la División de Medicina Molecular y Terapia Génica, de la que ha sido jefe durante veinte años. También es miembro fundador y actual del Centro de Células Madre de Lund, desde 2003, y director del Entorno Estratégico de Investigación Hemato-Linné (2006-2016), financiado mediante una subvención Linnaeus de diez años del Consejo Sueco de Investigación. El Dr. Karlsson también ocupa un puesto de médico consultor en el Hospital Universitario de Skåne (Suecia).

## Investigación
Las primeras investigaciones de Karlsson se centraron en la corrección génica basada en vectores retrovirales de células hematopoyéticas de trastornos monogenéticos, como la enfermedad de Gaucher y las hemoglobinopatías. Los resultados de estos estudios condujeron al primer ensayo clínico de terapia génica para el tratamiento de la enfermedad de Gaucher (1995). También ha desarrollado vectores lentivirales para la corrección génica de células madre hematopoyéticas y, más recientemente, modelos preclínicos de terapia génica para la enfermedad de Gaucher y la anemia de Diamond Blackfan. Un componente equivalente de su investigación se ha desarrollado en el campo de la biología de las células madre hematopoyéticas, donde el Dr. Karlsson se centró en el estudio de los mecanismos de expansión y mantenimiento de las células madre hematopoyéticas, con importantes contribuciones a la comprensión del papel de Tgf-beta y, más recientemente, de Cripto.

## Selección de premios y distinciones
- 1994 Miembro electo de la Sociedad Estadounidense de Investigación Clínica (ASCI)
- 1997 Miembro electo de la Real Sociedad Fisiográfica de Lund.
- 2006 Presidente Sociedad Internacional de Hematología Experimental (ISEH) .[17]
- 2009 Premio Tobias otorgado por la Real Academia Sueca de Ciencias .[18]
- 2014 Beca de excelencia en investigación sueca de la Fundación Knut y Alice Wallenberg .[19]